# Caquetaia
Caquetaia ist eine Gattung großer Buntbarsche, die im nördlichen Südamerika vorkommt. Das Verbreitungsgebiet reicht vom Río Atrato, Río Cauca und Río Magdalena im westandinen Kolumbien, dem Maracaibo-See in Venezuela bis in den brasilianischen Bundesstaat Amapá und in das Amazonasbecken (u. a. Rio Madeira, Río Napo, Río Putumayo). Die Gattung wurde nach dem Río Caquetá in Kolumbien benannt.

## Merkmale
Caquetaia-Arten sind große piscivore Raubfische und werden 20 Zentimeter bis fast einen halben Meter lang. Ihr Körper ist länglich-oval, die Schuppen sind relativ klein, die Beschuppung erstreckt sich bis auf die unpaaren Flossen. In Anpassung an ihre Lebensweise besitzen sie, ähnlich wie die mittelamerikanische Art Petenia splendida, ein großes, stark dehnbares und dicklippiges Maul, das beim Beutefang röhrenförmig weit vorgestreckt wird und über die Fische gestülpt wird oder sie einsaugt. Die vorderen Kieferzähne sind vergrößert. Die Afterflosse der Caquetaia-Arten hat fünf bis sieben Hartstrahlen.

## Arten
Gegenwärtig besteht die Gattung Caquetaia aus drei Arten.
- Caquetaia kraussii (Steindachner, 1878)
- Caquetaia myersi (Schultz, 1944)
- Caquetaia spectabilis (Steindachner, 1875)